# Daniel Todes
Daniel Philip Todes (né en 1952) est un historien des sciences britannique, spécialisé en histoire de la médecine.

## Formation et carrière
Il est professeur émérite à l'Institute of the History of Medicine de l'université Johns Hopkins.

## Travaux

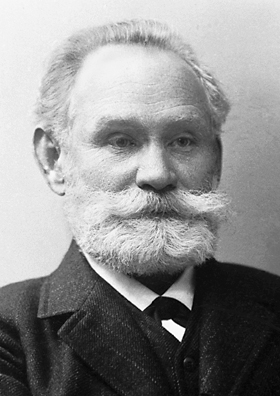
Ivan Pavlov

Daniel Todes s'est intéressé en particulier à Ivan Pavlov (1849-1936), médecin et physiologiste russe, lauréat du prix Nobel de physiologie ou médecine de 1904.
Dans Ivan Pavlov: A Russian Life in Science, il propose la première biographie universitaire sur Pavlov, pour laquelle il a eu un accès privilégié à de nombreuses sources archivales, dont deux manuscrits de Pavlov, qu'il n'a jamais publiés : l'un révise radicalement son point de vue sur la place du réflexe conditionnel en psychologie ; l'autre est un esai psychologiquement révélateur sur la science, la religion et le bolchévisme. Todes démontre que les recherches de Pavlov sur les réflexes conditionnés ont été largement mal interprétées de son vivant et après, et que les traductions-éditions en langue anglaise du travail de Pavlov se sont trompées quant à ses buts et sa méthodologie. Todes révèle et analyse en détail les relations conflictuelles et changeantes entre Pavlov et les bolchéviques de 1917 à 1936. Enfin Todes propose une analyse systématique des relations entre Pavlov et Mariia Kapitonovna Petrova, qui fut à la fois son amour et sa plus importante collaboratrice scientifique durant les annéess 1912-1936. L'ouvrage a reçu de nombreuses critiques positives, voire dithyrambiques
Plus généralement Todes étudie l'histoire de la médecine en Russie, et plus spécialement la circulation des idées sur l'évolution. Il montre notamment une défiance largement partagée à l'égard du principal mécanisme avancé par Darwin pour expliquer l'évolution. En 1989 il publie Darwin Without Malthus: The Struggle for Existence in Russian Evolutionary Thought.
Un autre sujet de recherches est la place des femmes en Russie et la non-diffusion des idées malthusiennes en Russie.

## Prix et distinctions
Il reçoit en 2015 le prix Pfizer décerné l’History of Science Society pour son livre Ivan Pavlov: A Russian Life in Science,,,,.
En 1998, il est lauréat de la Conférence Paton, distinction décernée par la Physiological Society

## Publications

### Livres
- V. O. Kovalevskii: Vozniknovenie, soderzhanie i vospriatie ego rabot po paleontologii (St. Petersburg: Russian Academy of Sciences, 2005).
- Pavlov's Physiology Factory: Experiment, Interpretation, Laboratory Enterprise (Johns Hopkins University Press, 2002).
- Ivan Pavlov: Exploring the Animal Machine (New York and Oxford: Oxford University Press, 2000).
- Darwin Without Malthus: The Struggle for Existence in Russian Evolutionary Thought (Oxford University Press, 1989).

### Articles
- (en) « Pavlov's Physiological Factory » Isis.  Vol. 88.  The History of Science Society, p. 205-246 (1997).